# Lycaugesia epistigma
Lycaugesia epistigma là một loài bướm đêm trong họ Noctuidae.